# Diodo orgânico emissor de luz

Camadas de uma tela OLED

Um diodo orgânico emissor de luz (sigla OLED, em inglês: organic light-emitting diode) é um diodo emissor de luz (LED) em que a camada de emissão eletroluminescente é um filme orgânico que emite luz em resposta a uma corrente eléctrica. Esta camada de semicondutor orgânico fica situada entre dois eletrodos. Geralmente, pelo menos um destes eletrodos é transparente. Os OLEDs são usados em telas digitais de dispositivos como televisores, monitores de computador, sistemas portáteis, como telefones celulares, consoles de jogos portáteis e PDAs. A principal área de pesquisa é o desenvolvimento de dispositivos OLED brancos para uso em aplicações de iluminação de estado sólido.

## História
As primeiras observações de eletroluminescência em materiais orgânicos foram no início de 1950 por André Bernanose e colegas de trabalho na Nancy-Université, na França. Eles aplicaram alta tensão (AC) no ar para materiais como a acridina laranja, seja depositada em dissolvida em filmes finos de celulose ou celofane. O mecanismo proposto era a excitação direta das moléculas do corante ou a excitação de seus elétrons.
Em 1960, Martin Pope e colaboradores da Universidade de Nova York desenvolveram eletrodos injetáveis óhmicos de contato a partir de cristais orgânicos. Eles descreveram ainda os requisitos energéticos necessários (funções trabalho) para os eletrodos de contato injetados. Esses contatos são a base da injeção de carga em todos os dispositivos OLED modernos. O grupo de Pope também observou pela primeira vez eletroluminescência de corrente contínua (DC) sob vácuo em um único cristal puro de antraceno e em cristais de antraceno embebidos com tetraceno em 1963 usando uma pequena área de eletrodo de prata em 400 V.

## iOLED
Para melhorar problemas em relação ao tempo de vida útil das telas OLED que podem perder o brilho em 100 dias por ficarem expostas ao ar, a Corporação Nacional de Radiodifusão do Japão (NHK) desenvolve telas com o recurso iOLED, a inicial “i” vem de inversão.
Para este recurso é utilizada uma solução simples, são invertidas as camadas tradicionais de ânodos e cátodos desses dispositivos. Além disso, é colocado um revestimento extra sobre o cátodo, causando o retimento do brilho da tela mesmo quando não vedada.

## Lançamento
A LG foi a primeira a produzir e vender uma TV com esta tecnologia no Brasil, com seu lançamento ocorrido em novembro de 2013. A Samsung lançou sua primeira linha de TVs OLED no mercado brasileiro no final de 2013, mas trazendo também a resolução 4K. Ambas as empresas foram criticadas pelos altos valores cobrados pelos produtos